# Valle de Santiago
Valle de Santiago är en kommunhuvudort i Mexiko.   Den ligger i kommunen Valle de Santiago och delstaten Guanajuato, i den centrala delen av landet, 240 km väster om huvudstaden Mexico City. Valle de Santiago ligger 1 796 meter över havet och antalet invånare är 60 528.
Terrängen runt Valle de Santiago är platt åt nordost, men åt sydväst är den kuperad. Runt Valle de Santiago är det ganska tätbefolkat, med 166 invånare per kvadratkilometer. Valle de Santiago är det största samhället i trakten. Trakten runt Valle de Santiago består till största delen av jordbruksmark.